# MathWorld
MathWorld là một trang web tham khảo trực tuyến về Toán học được bắt đầu bởi Eric W. Weisstein và hiện nay được tài trợ bởi Wolfram Research Inc, một phần kinh phí được cấp bởi dự án Thư viện số về Khoa học Tự nhiên (National Science Digital Library) của Quỹ Khoa học Quốc gia (National Science Foundation)

## Lịch sử
Eric W. Weisstein, người khởi tạo trang web này, từng là một sinh viên ngành Vật lý và Thiên văn học, ông có sở thích viết lại những ghi chú của mình vào các cuốn sách về Toán mà ông đã đọc. Đến năm 1995, ông đưa những ghi chú này lên mạng và đặt tên là "Eric's Treasure Trove of Mathematics", chứa hàng trăm bài viết trải dài trên nhiều lĩnh vực của Toán học. Trang web nhanh chóng trở nên phổ biến, sau đó, Weisstein không ngừng cải thiện những ghi chú của mình cũng như chấp nhận những sửa chữa và bình luận từ người dùng. Đến năm 1998, ông ký hợp đồng với tòa soạn CRC, nội dung của trang web được xuất bản ra CD-ROM với tên "CRC Concise Encyclopedia of Mathematics", và phiên bản online trở nên hạn chế hơn cho các người dùng công cộng. Năm 1999, Weisstein chuyển sang làm việc tại Wolfam Research, Inc. Những tài liệu trên cũng được đổi tên thành MathWorld với trang chủ đặt tại http://mathworld.wolfram.com/, việc truy cập cũng được tự do hoàn toàn.